# NGC 1717
Désignations
NGC 1717 est une étoile située dans la constellation d'Orion.
Notons que le site du professeur Seligman soutient plutôt que NGC 1717 est la galaxie NGC 1709.
La désignation de cette étoile de magnitude 12,36 ± 0,07 est UCAC2 31626222. Selon les plus récentes mesures de sa parallaxe par le satellite Gaia, elle est à 1 797 ± 45 pc (∼5 860 al) de nous.